# Brouillard définitif
Pour les articles homonymes, voir Brouillard (homonymie).
Brouillard définitif est un label associatif indépendant fondé en 2007 en France. Le nom du label vient d'un titre de Marquis de Sade : Final Fog. 

## Production
- 2007 : BD CD 001 Guerre froide CD Angoisses et Divertissement
- 2007 : BD CD 002 Leitmotiv CD 1981-1988
- 2007 : BD CD 001/1 Guerre froide CD Angoisses et Divertissement (Réédition)
- 2007 : BD LP 003 Humour Malade LP Humour Malade
- 2008 : BD SP 001 Ligne d'hiver / Saison Froide 7", split Ligne Froide
- 2008 : BD CD 004 A Sordid Poppy CD The Holy Side
- 2008 : BD CD 005 Seconde Chambre 2xCD Victoires Prochaines
- 2008 : BD LP 005 Excès Nocturne 12" L'écho des silences
- 2009 : BD LP 003 Ligne d'hiver MLP Für Himmer
- 2009 : BD CD 006 Killer Ethyl CD Worst Of Volume 1
- 2010 : BD MP 001 Neva 12" Picture Disc
- 2010 : BD CD 003 Odessa  CD Compilation
- 2011 : BD CD 007 Frakture / Sergeï Papail - CD "30 - Eine Anthologie"
- 2012 : BD CD 008 Killer Ethyl CD Worst Of Volume 2

## Coproduction
- 2009 : SC/BD/S8L Expositions - A tribute to Charles de Goal CD, en coproduction avec les labels Str8line Records et Self-Control
- 2009 : BD/FF Guerre froide, MCD Nom en coproduction avec le label Flashbacks Futurs
- 2010 : BD/FF 002 Guerre froide, CD Abrutir les masses en coproduction avec le label Flashbacks Futurs
- 2010 : BD/FF 003 Guerre froide, LP Abrutir les masses en coproduction avec le label Flashbacks Futurs
- 2012 : BD/NERV 001 Popoï Sdioh - digiCD Before and after party en coproduction avec le label Nerves

## Référence
1. ↑  Mäx Lachaud, « Brouillard Définitif (label) », Obsküre.